# Fàbrica de ceràmica Fita
La fàbrica de ceràmica Fita fou un negoci establert a la planta baixa del carrer dels Escudellers, 49 de Barcelona. La residència familiar era al carrer dels Escudellers Blancs, 7, al costat de la fàbrica.

## Història i descripció
El 1663, Jaume de Magarola i de Genovart va establir en emfiteusi la propietat a Josep Jaumar i Delé, iniciador d'una nissaga continuada per Josep Jaumar i Cera i Antoni Jaumar i Xivixell (1769-1811), que va morir durant l'ocupació napoleònica. Casat amb Josepa de la Carrera, els seus fills Josep Antoni i Joaquim no van seguir l'ofici, dedicant-se el primer al de notari i el segon a la magistratura, i el 1814, la seva vídua va traspassar l'obrador al gerrer Francesc Fita i Corcoll (1773-1844), natural de Cervera. Aquest morí el 1844 a l'edat de 74 anys, i fou succeït pel seu fill Antoni Fita i Torrents (1807-1864), casat amb Maria Anna Rovira i Berenguer (†1882), filla del mestre de cases Pere Rovira. A més d'objectes de pisa (cacharrería en castellà), també hi produïa guarniments de terracota per a façanes, dissenyats per l'escultor Josep Anicet Santigosa i Vestratén, i rajoles vidriades.
El 1846, el flequer Honorat Boutin, veí seu, va denunciar la situació del forn de ceràmica, ja que no tenia xemeneia i la llenya s'apilava ben a prop, el que va ocasionar un incendi que fou sufocat pels seus mateixos aprenents, que van saltar a la propietat de Fita. L'arquitecte municipal Josep Mas i Vila va dictaminar que aquest hauria d'aixecar-ne les parets, construir una xemeneia de 100 pams d'alçada i emmagatzemar la llenya en un lloc segur i allunyat del forn.
Aquell mateix any, Fita va adquirir en emfiteusi la propietat al notari Josep Antoni Jaumar i de la Carrera, i el 1855, va adquirir una parcel·la a l'interior d'illa a Josepa Bartra, vídua de Canela, i va promoure la reedificació de la casa del carrer dels Escudellers Blancs i de la botiga-obrador als baixos del carrer dels Escudellers (immoble de propietat compartida amb Josep Mumbrú). L'autor del projecte fou l'arquitecte Miquel Garriga i Roca, que poc després va renunciar a la direcció de les obres i fou substituït per Joan Nolla i Cortès.
Antoni Fita va morir d'aplopexia el 1864, i segons l'inventari post mortem i els plànols aixecats el 1890 per l'arquitecte municipal Pere Falqués i el mestre d'obres Antoni Facerías, als baixos del carrer dels Escudellers hi havia la botiga, amb el despatx en un altell; al pati d'illa, la fàbrica de planta baixa i dos pisos, amb els dipòsits d'aigua, els dos forns i la xemeneia; al darrere, hi havia un altre pati i l'edifici d'habitatges amb façana al carrer dels Escudellers Blancs, al pis principal del qual va viure la família Fita fins al 1910.
El seu fill Magí Fita i Rovira (1829-1900) va realitzar, entre altres obres, els plafons ceràmics del mercat de Sant Antoni i les màjoliques de l'Arc de Triomf. També va participar en l'Exposición de Agricultura, Industria y Bellas Artes de Barcelona de 1871, a la de París de 1877, on va guanyar una medalla de bronze, i a l'Exposició Universal de 1888, on va realitzar les ceràmiques vidriades del Cafè-Restaurant. Va plegar després del certamen, ja que els seus dos fills no continuaren l'ofici, i el 1890, va demanar permís per a reconstruir el cos de l'interior d'illa on es trobava la fàbrica, segons el projecte del mestre d'obres Pau Vergés.
S'ha constatat la presència d'elements que podrien correspondre a la fàbrica Fita al soterrani de la botiga del carrer dels Escudellers, actualment ocupada per un bar, però la manca d'un estudi arqueològic més extens impedeix anar-hi més enllà.